# Audan Qurmanghasy
Der Audan Qurmanghasy (kasachisch Құрманғазы ауданы Qurmanghasy audany, russisch Курмангазинский район Kurmangasinski rajon) ist ein Bezirk im Gebiet Atyrau in Kasachstan.

## Geografie
Der Audan Qurmanghasy liegt im Westen Kasachstans im Gebiet Atyrau an der kasachisch-russischen Grenze. Er grenzt im Norden an den Audan Bökei ordassy in Westkasachstan, im Osten an den Audan Isatai und im Westen an die Oblast Astrachan in Russland.

## Bevölkerung
Bei der Volkszählung 1999 hatte der Audan Qurmanghasy 55.579 Einwohner. Die Volkszählung 2009 ergab für den Bezirk eine Einwohnerzahl von 55.502. Bei der letzten Volkszählung 2021 lebten 55.843 Menschen im Audan Qurmanghasy. Die Fortschreibung der Bevölkerungszahl ergab zum 1. Januar 2025 eine Einwohnerzahl von 55.447.
| Einwohnerentwicklung               | Einwohnerentwicklung | Einwohnerentwicklung | Einwohnerentwicklung | Einwohnerentwicklung | Einwohnerentwicklung | Einwohnerentwicklung | Einwohnerentwicklung |
| 1939                               | 1959                 | 1970                 | 1979                 | 1989                 | 1999                 | 2009                 | 2021                 |
| ---------------------------------- | -------------------- | -------------------- | -------------------- | -------------------- | -------------------- | -------------------- | -------------------- |
| 60.820                             | 36.995               | 46.114               | 48.279               | 51.630               | 55.579               | 55.502               | 55.843               |
| Anmerkung: Volkszählungsergebnisse |                      |                      |                      |                      |                      |                      |                      |

## Verwaltungsgliederung
Der Audan Qurmanghasy ist in 19 ländliche Bezirke (kasachisch Ауылдық округ Auyldyq okrug; russisch Сельский округ Selski okrug) gegliedert (Stand: 2021).
| Ländlicher Kreis | Einwohner | Einwohner | Orte                                                        |
| Ländlicher Kreis | 2009      | 2021      | Orte                                                        |
| ---------------- | --------- | --------- | ----------------------------------------------------------- |
| Aqköl            | 4.596     | 4.738     | Aqköl                                                       |
| Asghyr           | 2.855     | 1.999     | Asghyr, Balqudyq, Qongyrterek                               |
| Assan            | 1.338     | 1.150     | Assan, Uschtaghan                                           |
| Baida            | 1.765     | 1.789     | Kotjajewka                                                  |
| Birlik           | 2.124     | 2.099     | Amankeldi, Birlik                                           |
| Dyngqysyl        | 2.487     | 2.340     | Ghisat Älipow, Schylandy                                    |
| Jengbekschi      | 2.829     | 3.765     | Däuletkerei, Qadyrka, Qoschalaq, Schumeken                  |
| Köptoghai        | 1.286     | 1.138     | Balyqschy, Köptoghai                                        |
| Kudrjaschow      | 2.325     | 2.272     | Arna, Kudrjaschow, Schangaauyl                              |
| Maqasch          | 2.857     | 2.565     | Afanfsjew, Algha, Älipow, Imanow, Kökarna, Maqasch, Qaraköl |
| Nurschau         | 2.630     | 2.712     | Nurschau, Schambyl                                          |
| Orly             | 2.311     | 2.560     | Kaspij, Orly, Schestoi                                      |
| Qighasch         | 1.104     | 1.111     | Nurpejissowa, Qighasch                                      |
| Qurmanghasy      | 12.750    | 14.532    | Qurmanghasy                                                 |
| Safonow          | 1.771     | 1.774     | Safonowka                                                   |
| Schangatalap     | 3.693     | 3.472     | Chiuas, Schaghyrly, Schassaral, Ülkenküigen                 |
| Schortanbai      | 1.762     | 1.460     | Schastalap, Schortanbai                                     |
| Süjindik         | 3.408     | 2.531     | Batyrbek, Jeginqudyq, Schalghysapan, Süjindik               |
| Tengis           | 1.611     | 1.836     | Däulet, Primorje, Qumarghali, Schaichy                      |